# Nora Ephronová
Nora Ephronová (19. května 1941 New York, USA – 26. června 2012 New York, USA) byla americká novinářka, esejistka, filmová scenáristka, režisérka a producentka, která proslula svými scénáři romantických komedií, za něž byla celkem třikrát nominována na cenu Americké akademie filmového umění a věd Oscar.
Pocházela z umělecké rodiny, oba její rodiče, otec Henry Ephron a matka Phoebe Ephronová, byli scenáristé a dramatici. Scenáristice, žurnalistice a spisovatelské činnosti se věnovaly i její sestry Delia Ephronová a Hallie Ephronová.
Po studiích na Wellesley College pracovala jako novinářka a spisovatelka, přispívala celkem pravidelně do novin New York Post a časopisů Esquire, New York Times Magazine a New York Magazine.

## Osobní život
Byla celkem třikrát provdaná, jejím prvním manželem byl dramatik, scenárista a humorista Dan Greenburg, druhým manželem novinář známý z aféry Watergate Carl Bernstein, třetím manželem byl scenárista Nicholaso Pileggi.

## Filmografie

### Režijní
- 2009 	Julie a Julia
- 2005 	Moje krásná čarodějka
- 2000 	Šťastná čísla
- 2000 Hanging Up
- 1998 	Láska přes internet
- 1996 	Michael
- 1994 	Blázni a poloblázni
- 1993 	Samotář v Seattlu
- 1992 	To je můj život

### Scenáristická
- 1983 Silkwoodová (nominace na Oscara z nejlepší scénář)
- 1986 Heartburn
- 1989 Když Harry potkal Sally (Zlatý glóbus, cena BAFTA a nominace na Oscara)
- 1989 Cookie
- 1990 My Blue Heaven
- 1992 To je můj život
- 1993 Samotář v Seattlu (nominace na cenu BAFTA a Oscara)
- 1996 Michael
- 1998 Láska přes Internet
- 2000 Zavěste, prosím
- 2000 Šťastná čísla
- 2005 Moje krásná čarodějka
- 2009 Julie a Julia

### Herecká
(Dvě malé role ve filmech Woodyho Allena)
- 1992 Manželé a manželky
- 1989 Zločiny a poklesky